# Alexander Bah
Alexander Hartmann Bah (sinh ngày 9 tháng 12 năm 1997) là một cầu thủ bóng đá chuyên nghiệp người Đan Mạch thi đấu ở vị trí hậu vệ cho câu lạc bộ Benfica tại Primeira Liga và đội tuyển quốc gia Đan Mạch.
Sau khi qua học viện trẻ của Næsby, anh ta được thăng chức lên đội một vào năm 2016 và sau đó chơi cho đội HB Køge và dành hai năm với SønderjyskE ở giải vô địch Danish Superliga. Vào tháng 1 năm 2021, Bah gia nhập Slavia Prague, nơi anh giành chức vô địch Czech First League và Czech Cup vào năm 2021 và được bầu là Cầu thủ phòng ngự xuất sắc nhất của Czech First League vào năm 2022, sau đó chuyển đến Benfica với giá 8 triệu Euro.
Sau khi thi đấu cho Đan Mạch ở các cấp độ trẻ khác nhau, Bah được triệu tập vào đội tuyển quốc gia Đan Mạch lần đầu tiên vào tháng 11 năm 2020. Anh ghi bàn trong trận ra mắt đội tuyển quốc gia gặp Thụy Điển, và tiếp tục thi đấu cho đội tuyển ở Giải vô địch bóng đá thế giới 2022.

## Thời thơ ấu
Bah sinh ra ở Årslev trên hòn đảo Funen, Đan Mạch, và có nguồn gốc là người Đan Mạch và Gambia. Sau đó, anh theo học tại trường efterskole ISI Idrætsefterskole ở Ikast, nơi anh cũng ra sân thi đấu cho đội bóng địa phương Ikast FS.

## Sự nghiệp câu lạc bộ

### Thời điểm đầu
Bah bắt đầu sự nghiệp bóng đá tại câu lạc bộ địa phương Aarslev Boldklub, nơi anh chơi trong mười năm trước khi chuyển đến B 1913. Anh gia nhập Næsby Boldklub ba năm sau, vào mùa xuân năm 2013, vì theo Bah "[...] câu lạc bộ này có danh tiếng tốt trong việc phát triển các cầu thủ trẻ". Hơn nữa, huấn luyện viên trẻ của anh, Andreas Bech, cũng đã chuyển đến Næsby Boldklub, điều này cũng là một yếu tố quan trọng trong việc Bah lựa chọn câu lạc bộ này. Sau khi tham gia trường học ISI Idrætsefterskole ở Ikast vào mùa giải 2014-2015, anh trở lại Næsby.

### Næsby Boldklub
Bah đã tạo được tiếng vang trong đội một của Næsby Boldklub vào mùa xuân năm 2016. Anh bắt đầu trên ghế dự bị trong ba trận đầu tiên của mùa giải, nơi anh đã ấn tượng khi vào sân từ ghế dự bị. Anh ra sân từ đầu trong trận đấu thứ tư của mùa xuân, gặp Avarta vào ngày 2 tháng 4 năm 2016, Næsby giành chiến thắng 4-0 trên sân nhà ALPI Arena Næsby, và Bah đã thể hiện một màn trình diễn mạnh mẽ. Anh tiếp tục ra sân từ đầu trong mùa giải xuân năm 2016, nơi anh tham gia vào tổng cộng sáu bàn thắng trong 16 lần ra sân tại giải hạng ba Danish 2nd Division.

### HB Køge
Vào tháng 8 năm 2016, thông báo rằng Bah chuyển đến HB Køge, nơi anh ký hợp đồng ba năm. Anh ra mắt cho câu lạc bộ trong Cúp Đan Mạch với tư cách là thành viên trong đội hình xuất phát, anh thi đấu trong 60 phút đầu tiên trước khi được thay thế bởi Ahmed Hassan trong trận thắng 2-0 trước Karlslunde IF ở vòng 1. Vào tháng 11 năm 2017, anh được bầu là "Tài năng của năm", còn được gọi là "Giải thưởng Danske Bank", tại HB Køge năm 2017.

### SønderjyskE
Vào ngày 7 tháng 8 năm 2018, Bah ký hợp đồng năm năm với câu lạc bộ SønderjyskE thi đấu tại Danish Superliga. Anh gia nhập câu lạc bộ với vị trí tiền đạo cánh phải, nhưng chủ yếu thi đấu ở vị trí hậu vệ cánh phải với thành công nổi bật, điều này đã góp phần giúp SønderjyskE giành chức vô địch Cúp Đan Mạch và Bah ra mắt đội tuyển quốc gia Đan Mạch. Anh đã là một trong ba ứng cử viên cho giải Cầu thủ của tháng của Superliga trong tháng 11 năm 2020, nhưng giải thưởng đã được trao cho Jesper Lindstrøm của Brøndby IF.

### Slavia Prague
Vào ngày 5 tháng 1 năm 2021, Bah chuyển đến câu lạc bộ Slavia Prague thi đấu tại Czech First League và ký hợp đồng bốn năm rưỡi. Với việc này, SønderjyskE nhận được một khoản tiền chuyển nhượng kỷ lục của câu lạc bộ, được cho là khoảng 13 triệu DKK. Anh ra mắt cho câu lạc bộ với tư cách là một trong 11 cầu thủ xuất phát vào ngày 16 tháng 1 trong trận thắng 3-1 trước Sigma Olomouc. Bah đến câu lạc bộ để thay thế Vladimír Coufal, người đã rời bóng đá CH Czech sang câu lạc bộ West Ham United ở giữa mùa giải, anh nhanh chóng trở thành cầu thủ xuất sắc ở vị trí hậu vệ cánh phải, nhờ vị trí phòng ngự và khả năng tấn công, giúp câu lạc bộ giành chức vô địch Czech First League và Czech Cup.
Mùa giải tiếp theo, Bah được bầu là Cầu thủ phòng ngự xuất sắc nhất của Czech First League, đã ra sân 26 trận và ghi được ba bàn thắng khi Slavia Prague đứng thứ hai sau Viktoria Plzeň, đồng thời cũng giúp câu lạc bộ tiến vào tứ kết của 2021–22 UEFA Europa Conference League, nơi đội bóng của anh bị loại sau khi thua tổng tỉ số 6-4 trước Feyenoord, đội đã vào chung kết.

### Benfica
Vào ngày 7 tháng 6 năm 2022, Bah ký hợp đồng năm năm với câu lạc bộ Benfica thi đấu tại Primeira Liga, với mức phí được đồn đoán là 8 triệu Euro, cùng với đồng đội cũ ở Slavia Prague là Petar Musa. Anh ra mắt cho câu lạc bộ vào ngày 5 tháng 8, thay thế Gilberto vào phút 63 và kiến tạo cho bàn thắng của Rafa Silva trong trận thắng 4-0 trên sân nhà trước Arouca tại Primeira Liga.

## Sự nghiệp quốc tế
Bah đã đại diện Đan Mạch thi đấu ở cấp độ dưới 20 tuổi và dưới 21 tuổi, với tổng cộng 2 trận đấu.
Vào ngày 9 tháng 11 năm 2020, anh được triệu tập vào đội hình của huấn luyện viên Kasper Hjulmand cho trận đấu giao hữu với Thụy Điển, do nhiều lý do hủy bỏ, trong đó có các cầu thủ Đội tuyển quốc gia Đan Mạch thi đấu tại Anh, do các hạn chế về COVID-19, cũng như trường hợp dương tính COVID-19 trong đội , đã đưa một số cầu thủ Đội tuyển quốc gia vào cách ly. Anh được tung vào sân vào hiệp hai trong trận đấu với Thụy Điển và ghi bàn thắng cuối cùng giúp Đan Mạch giành chiến thắng 2-0 trên sân Sân vận động Brøndby trong trận đấu ra mắt vào ngày 11 tháng 11 năm 2020.

## Phong cách chơi
Bah chủ yếu nổi tiếng với tốc độ, năng lượng và khả năng tấn công, cùng với kỹ thuật, sáng tạo và khả năng chuyền bóng chính xác. Anh có thể chơi ở vị trí hậu vệ hoặc cánh phải. Anh là một cầu thủ quyết liệt, tấn công các không gian và cố gắng phá vỡ hàng phòng ngự sâu với những đường chuyền chính xác, có khả năng nhận bóng từ biên và chuyền bóng chuẩn xác đến khu vực penalty để đồng đội hoàn thành.

## Thống kê sự nghiệp

### Câu lạc bộ
Tính đến trận đấu cuối cùng vào ngày 27 tháng 5 năm 2023

Dịch sang tiếng Việt:

| CLB            | Mùa giải       | Giải đấu                  | Giải đấu   | Giải đấu  | Cúp quốc gia | Cúp quốc gia | Cúp liên đoàn | Cúp liên đoàn | Châu Âu    | Châu Âu   | Khác       | Khác      | Tổng cộng  | Tổng cộng |
| CLB            | Mùa giải       | Bậc thang                 | Lần ra sân | Bàn thắng | Lần ra sân   | Bàn thắng    | Lần ra sân    | Bàn thắng     | Lần ra sân | Bàn thắng | Lần ra sân | Bàn thắng | Lần ra sân | Bàn thắng |
| Næsby          | 2015–16        | Hạng 2 Đan Mạch 2015–16   | 16         | 0         | 0            | 0            | —             | —             | —          | —         | —          | —         | 16         | 0         |
| Næsby          | 2016–17        | Hạng 2 Đan Mạch 2016–17   | 1          | 0         | 0            | 0            | —             | —             | —          | —         | —          | —         | 1          | 0         |
| Næsby          | Tổng cộng      | Tổng cộng                 | 17         | 0         | 0            | 0            | —             | —             | —          | —         | —          | —         | 17         | 0         |
| HB Køge        | 2016–17        | Hạng 1 Đan Mạch 2016–17   | 27         | 4         | 4            | 0            | —             | —             | —          | —         | —          | —         | 31         | 4         |
| HB Køge        | 2017–18        | Hạng 1 Đan Mạch 2017–18   | 30         | 3         | 3            | 1            | —             | —             | —          | —         | —          | —         | 33         | 4         |
| HB Køge        | 2018–19        | Hạng 1 Đan Mạch 2018–19   | 2          | 1         | 0            | 0            | —             | —             | —          | —         | —          | —         | 2          | 1         |
| HB Køge        | Tổng cộng      | Tổng cộng                 | 59         | 8         | 7            | 1            | —             | —             | —          | —         | —          | —         | 66         | 9         |
| SønderjyskE    | 2018–19        | Siêu cúp Đan Mạch 2018–19 | 21         | 2         | 3            | 1            | —             | —             | —          | —         | 2          | 0         | 26         | 3         |
| SønderjyskE    | 2019–20        | Siêu cúp Đan Mạch 2019–20 | 29         | 1         | 5            | 0            | —             | —             | —          | —         | —          | —         | 34         | 1         |
| SønderjyskE    | 2020–21        | Siêu cúp Đan Mạch 2020–21 | 12         | 4         | 0            | 0            | —             | —             | 1          | 0         | —          | —         | 13         | 4         |
| SønderjyskE    | Tổng cộng      | Tổng cộng                 | 62         | 7         | 8            | 1            | —             | —             | 1          | 0         | 2          | 0         | 73         | 8         |
| Slavia Prague  | 2020–21        | Czech First League        | 17         | 1         | 3            | 0            | —             | —             | 6          | 0         | —          | —         | 26         | 1         |
| Slavia Prague  | 2021–22        | Czech First League        | 26         | 3         | 1            | 0            | —             | —             | 15         | 3         | —          | —         | 42         | 6         |
| Slavia Prague  | Tổng           | Tổng                      | 43         | 4         | 4            | 0            | —             | —             | 21         | 3         | 0          | 0         | 68         | 7         |
| Benfica        | 2022–23        | Primeira Liga             | 28         | 1         | 3            | 0            | 1             | 0             | 10         | 0         | —          | —         | 42         | 1         |
| Tổng sự nghiệp | Tổng sự nghiệp | Tổng sự nghiệp            | 209        | 20        | 22           | 2            | 1             | 0             | 32         | 3         | 2          | 0         | 266        | 25        |

1. ↑  Số lần ra sân trong vòng loại xuống hạng Siêu cúp Đan Mạch
2. 1 2  Số lần ra sân trong UEFA Europa League
3. ↑  Hai lần ra sân trong UEFA Champions League, hai lần ra sân và một bàn thắng trong UEFA Europa League, mười một lần ra sân và hai bàn thắng trong UEFA Europa Conference League
4. ↑  Appearances in UEFA Champions League

### Quốc tế
Tính đến Trận đấu diễn ra vào ngày 19 tháng 6 năm 2023
| Đội tuyển quốc gia | Năm   | Lần ra sân | Bàn thắng |
| ------------------ | ----- | ---------- | --------- |
| Đan Mạch           | 2020  | 1          | 1         |
| Đan Mạch           | 2021  | 1          | 0         |
| Đan Mạch           | 2022  | 4          | 0         |
| Đan Mạch           | 2023  | 3          | 0         |
| Total              | Total | 9          | 1         |

Tính đến Trận đấu diễn ra vào ngày 11 tháng 11 năm 2020
Danh sách các bàn thắng và kết quả, số ở cột điểm số thể hiện tỷ số sau mỗi bàn thắng của Đan Mạch.
| STT | Ngày                 | Sân vận động                             | Số áo | Đối thủ   | Tỉ số | Kết quả | Giải đấu      |
| --- | -------------------- | ---------------------------------------- | ----- | --------- | ----- | ------- | ------------- |
| 1   | 11 tháng 11 năm 2020 | Brøndby Stadium, Brøndbyvester, Đan Mạch | 1     | Thụy Điển | 2–0   | 2–0     | Trận giao hữu |

## Danh hiệu
SønderjyskE
- Cúp Đan Mạch: 2019–20[31]

Slavia Prague
- Giải bóng đá vô địch quốc gia Séc: 2020–21[32]
- Cúp Cộng hòa Séc: 2020–21[33]

Benfica
- Primeira Liga: 2022–23[34]

Cá nhân
- Ngôi sao triển vọng của Hạng 1 Đan Mạch: 2017[11]
- Hậu vệ xuất sắc của Hạng 1 Cộng hòa Séc: 2022[11]